# Chiagni e fotti
L'espressione vernacolare napoletana chiagni e fotti (o chiagne e fotte; in italiano: «piangi e fotti») è una formula proverbiale della tradizione partenopea. Viene usata, di solito, per sottolineare e stigmatizzare un tipico atteggiamento umano, opportunista e ipocrita, esibito da alcune persone che sono solite indugiare in lamentazioni proprio in quei momenti in cui le cose, per loro, vanno a gonfie vele.
L'espressione ha avuto diffusione anche al di fuori dell'originale alveo vernacolare, con una certa fortuna nel campo della comunicazione politica e giornalistica italiana.
La doppiezza morale del chiagni e fotti viene a volte stigmatizzata come uno dei difetti tipici dell'italiano medio, che trova espressione in certi comportamenti venati di opportunismo e particolarismo: «Del resto [noi italiani, n.d.r.] siamo maestri nell'arte del «chiagni e fotti», e cioè del lamentarsi perché tutto va male, fino a che non si può trarre dal marcio quel che serve a ciascuno; del piangere miseria collettiva, mentre si persegue l'interesse individuale».
L'espressione vale anche per comportamenti privati. Ad esempio, una coppia tormentata e litigiosa, che poi si ritrova periodicamente con rinnovato ardore, può essere stigmatizzata come chiagne e fotte.

## Uso nella comunicazione politica e giornalistica
Con analogo significato, la formula è divenuta un'espressione ricorrente nel lessico del giornalismo e della comunicazione politica italiana.
Indro Montanelli, ad esempio, la trovava calzante per descrivere la figura politica di Silvio Berlusconi. Così si espresse su di lui, mentre era in corso la campagna elettorale del 2001, quando già si delineava all'orizzonte una sicura vittoria nelle imminenti elezioni politiche: 
(Indro Montanelli, Io e il cavaliere qualche anno fa, Corriere della Sera del 25 marzo 2001)
Umberto Eco paragona il comportamento sotteso al chiagne e fotti a una vera e propria strategia politica, fatta di una dose sapiente di vittimismo, di cui hanno dato esempi paradigmatici Palmiro Togliatti, Marco Pannella (che, denunciando una congiura del silenzio nei confronti delle iniziative dei Radicali Italiani, attirava l'attenzione costante dei mass media), lo stesso Silvio Berlusconi (con le sue dichiarazioni sulla presunta persecuzione ordita ai suoi danni da magistratura, televisioni, giornali e poteri forti) ma anche Beppe Grillo (nella campagna elettorale del Movimento 5 Stelle per le elezioni politiche del 2013), il quale, nonostante l'attenzione costante guadagnatasi dai mezzi di comunicazione di massa, non ha smesso di denunciare il presunto ostracismo che questi ultimi avrebbero messo in atto nei confronti del suo progetto politico:
(Umberto Eco, in un articolo sull'Espresso del 14 marzo 2013)

## Nella cultura di massa
Chiagne e fotte è una canzone di Cisco pubblicata nel 2015 nell'album Matrimoni e funerali.